# Вне досягаемости
«Вне досяга́емости» (англ. Out of Reach) — боевик режиссёра По-Чин Леонга. Съёмки проводились в США и Польше. Съёмки стартовали в августе 2003 года. Фильм вышел сразу на видео в США 20 июля 2004 года.

## Сюжет
Бывший сотрудник ЦРУ и ветеран Вьетнамской войны Уильям Лэнсинг (Стивен Сигал), ныне проживающий в уединении, занимается оказанием помощи детям-сиротам из разных стран. С одной из таких сирот, 13-летней девочкой Иреной Моравской (Ида Новаковска) из Польши, он ведёт письменную переписку.
Однажды он случайно узнаёт, что Ирена, проживавшая в доме-интернате в Варшаве, бесследно пропадает. Лэнсинг прибывает в Варшаву, чтобы провести собственное расследование. Вместе со следователем Касей Лато (Агнешка Вагнер) они узнают, что детей похищает международная преступная организация и теперь им предстоит найти и освободить сирот.

## В ролях
| Актёр              | Роль                                |
| ------------------ | ----------------------------------- |
| Стивен Сигал       | Уильям Лэнсинг                      |
| Агнешка Вагнер     | следователь Кася Лато               |
| Мэтт Шульц         | Фейсал                              |
| Ида Новаковска     | Ирена Моравска                      |
| Ханна Дуновска     | Рози                                |
| Александра Хамкало | Катя                                |
| Мария Май          | пани Доната, директор детского дома |
| Кшиштоф Печиньский | Ибо                                 |
| Робби Ги           | Льюис Мортон                        |
| Мурат Йильмаз      | Азими                               |
| Ник Бримбл         | мистер Элджин                       |

## Рецензии и критика
Роберт Парди из «TV Guide» выставил фильму оценку 1/4 звезды и написал, что «Сигал скатился до подобных малобюджетных триллеров, частично снятых в Европе, косвенно затрагивающих социальные проблемы и с неубедительными экшн-сценами». «Beyond Hollywood» назвала этот фильм странным и забавным, отчасти из-за озвучивания Сигала другим актёром. Карл Дэвис из «DVD Talk» выставил фильму оценку 2/5 звёзд, написав — «Вне досягаемости» не пустая трата времени, но отсутствие таланта. Митчелл Хаттауа из «DVD Verdict» назвал фильм слишком сложным для восприятия. Дэниел Бэттридж из «The Guardian» включил роль Сигала в этом фильме в число его самых глупейших ролей.